# Christian Ameri
Christian Ameri est un acteur français.

## Filmographie

### Cinéma
- 1989 : Les Maris, les Femmes, les Amants : le tapeur
- 1989 : L'Invité surprise : le chauffeur de taxi
- 1991 : La Pagaille
- 1993 : Une journée chez ma mère : un supporter
- 1997 : Vive la République !
- 2001 : Je rentre à la maison : le patron du bistrot
- 2001 : L'Anglaise et le Duc : Guadet
- 2004 : Nos amis les flics : le père Palestro
- 2007 : Le Deuxième Souffle : le portier du restaurant Manouche
- 2007 : Comme ton père : Roger
- 2008 : Le Voyage aux Pyrénées : le journaliste
- 2010 : Mon pote : le policier du 10e
- 2011 : Intouchables : Albert
- 2012 : Cloclo : le jardinier du Moulin
- 2012 : Paris-Manhattan : le malade
- 2012 : After : le policier du sud
- 2013 : Les Invincibles : Tony
- 2013 : La Dune : Ferral
- 2016 : La Vache : Lucien

### Télévision
- 1996 : Sans mentir : Christian
- 1997 : Ni vue, ni connue : le clochard
- 1997 : PJ : le patron du café (1 épisode)
- 1997-2005 : Navarro : le plaignant et le papa (2 épisodes)
- 1998 : Le Comte de Monte-Cristo : le deuxième gendarme (4 épisodes)
- 1999 : L'Histoire du samedi : un fonctionnaire (1 épisode)
- 2000 : Les Cordier, juge et flic : le boulanger (1 épisode)
- 2000 : Un flic nommé Lecoeur : Destarac (1 épisode)
- 2000 : Julie Lescaut : l'éducateur (1 épisode)
- 2001 : Vent de poussière : Tariquet
- 2001 : Commissaire Maigret : le turfiste (1 épisode)
- 2002 : Avocats et Associés : le gardien de l'immeuble (1 épisode)
- 2003 : À cran : Lafort
- 2004 : À cran, deux ans après : Lefort
- 2005 : Le Triporteur de Belleville : le gendarme contrôleur
- 2005 : La Légende vraie de la tour Eiffel : un député
- 2006 : La Crim' : Léon Caro (2 épisodes)
- 2007 : La Belle et le Sauvage : Pratz
- 2007 : Femmes de loi : Dr Torrent (1 épisode)
- 2007 : Central Nuit : Brigadier Lescène (1 épisode)
- 2009 : La vie est à nous : Monsieur Malak (1 épisode)
- 2013 : Section de recherches : Maurice Vignon (1 épisode)